# Українсько-сенегальські відносини
Українсько-сенегальські відносини (фр. Relations du Sénégal et de l'Ukraine) — міждержавні двосторонні відносини між Україною та Сенегалом у галузях міжнародної політики, торгівлі, економіки, освіти, науки, гуманітарних і культурних питань загалом тощо.

## Історія
Сенегал визнав незалежність України 2 червня 1992 року. Сенегал не входив до сфери впливу колишнього СРСР, тому в перші роки незалежності співробітництво розвивалося повільно.

## Політичні
У вересні 2008 року в Дакарі відбулись перші українсько-сенегальські політичні консультації за участю першого заступника міністра закордонних справ України Юрія Костенка і державного міністра закордонних справ Сенегалу Шейха Тідіана Гадіо, які засвідчили інтерес Сенегалу до розвитку співпраці з нашою державою, який був підтверджений у грудні 2009 року під час бесід посла України з президентом і міністром закордонних справ Сенегалу. 27 вересня 2010 року у Нью-Йорку відбулась перша зустріч міністрів закордонних справ обох країн Костянтина Грищенка та Мадіке Ніянга, під час якого було визначено пріоритетні напрями двосторонньої співпраці.
Делегація Сенегалу утрималась під час голосування 27 березня 2014 року на Генеральній Асамблеї ООН проекту резолюції «Територіальна цілісність України», не зважаючи на обіцянку підтримки.
Під час виборів 15 жовтня 2015 року Україна та Сенегал здійснили взаємну підтримку кандидатур обох країн до складу непостійних членів Ради безпеки ООН на наступні два роки.
Делегація Сенегалу не брала участі при прийнятті резолюції «Ситуація з правами людини в Автономній Республіці Крим та м. Севастополь (Україна)» у грудні 2016 року, грудні 2018 та грудні 2020 років та утрималась у грудні 2018 та грудні 2019 років. 24 березня 2016 року було підписано угоду про військово-технічне співробітництво.
2017 року Сенегал офіційно підтримав заявку України на набуття статусу спостерігача в Організації ісламського співробітництва.
2019 року під час 41-ї сесії Ради ООН з прав людини делегація Сенегалу утрималась при прийнятті резолюції «Співпраця та допомога Україні у галузі прав людини». 30 жовтня 2019 року у рамках 36-ї Міністерської конференції Франкофонії у Монако відбулася зустріч державного секретаря міністерства закордонних справ України Андрія Заяця з міністром закордонних справ Сенегалу Амаду Ба, під час якої було обговорено широке коло питань.
26 листопада 2020 року відбувся другий раунд політичних консультацій між міністерствами закордонних справ України та Сенегалу на рівні директорів територіальних департаментів. Сенегальська сторона висловила згоду щодо підтримки кандидатури представника від України на виборах суддів Міжнародного трибуналу з морського права на період 2020—2029 років.

### Дипломатичні
Дипломатичні відносини між двома країнами були встановлені 25 листопада 1992 року, шляхом підписання спільного комюніке. Посольство України в Сенегалі відкрилось в Дакарі 1 червня 2012 року. Передова група українських дипломатів прибула до Дакару 31 травня, а повноцінну діяльність посольство у нинішньому приміщенні розпочало 1 серпня 2012 року. Українськими питаннями до 2017 року займалось посольство Сенегалу в Росії (Москва), після 2017 року Україну віднесено до сфери забезпечення посольства у Польщі (Варшава).
10 грудня 2021 відбулося відкриття Почесного Консульства Республіки Сенегал у місті Тернопіль (консульський округ - вся територія України), на якому був присутній Посол Республіки Сенегал в Польщі (за сумісництвом в Україні) Папа Діоп. 

#### Надзвичайні і Повноважні Посли України в Республіці Сенегал
- Заяць Андрій Іванович (17 червня 2008 — 23 липня 2013) — посол за сумісництвом, з резиденцією в Конакрі (Гвінея). Вірчі грамоти вручив 29 грудня 2009 року[3].
- Овчаров Олександр Євгенович (10 грудня 2013 — 7 грудня 2018). Вірчі грамоти вручив 6 січня 2015 року[3].
- Пивоваров Юрій Анатолійович (з 28 квітня 2021)[4].

#### Посли Сенегалу в Україні
- Амаду Дабо (6 червня 2017 —) — посол за сумісництвом, з резиденцією у Варшаві (Польща).

### Офіційні візити
У червні 2011 року відбувся перший офіційний візит до України міністра закордонних справ Сенегалу Мадіке Ніянга, якого супроводжувала делегація представників міністерств економічного блоку. Сенегальська делегація провела переговори в Торгово-промисловій палаті й Українському союзі промисловців і підприємців, міністерствах аграрної політики, еклогії і природи, відвідала підприємства «Квазар» і «Укргідроенерго» в Києві.
22-23 лютого 2013 року в Дакарі з робочим візитом перебував заступник міністра закордонних справ України Віктор Майко, який був прийнятий прем'єр-міністром Сенегалу Абдулом Мбаєм та провів зустрічі з представниками ділових кіл.
16-17 червня 2013 року Сенегал відвідав міністр юстиції України Олександр Лавринович. Під час візиту було укладено міжнародні договори у сфери правової допомоги (про правову допомогу в цивільних і кримінальних справах; передачу засуджених осіб; про видачу правопорушників). Україна ратифікувала договори 2 серпня 2015 року.
29-30 листопада 2014 року міністр закордонних справ України Павло Клімкін перебував в Дакарі з метою участі у роботі XV-го саміту Міжнародної організації франкофонії. В рамках заходу він провів низку двосторонніх зустрічей зі своїми колегами з африканських країн.

## Економічні
| Рік        | 2008 | 2009 | 2010 | 2011 | 2012 | 2013 |
| ---------- | ---- | ---- | ---- | ---- | ---- | ---- |
| Товарообіг | 60,6 | 49,3 | 59,8 | 92,0 | 89,6 | 89,2 |
| Експорт    | 60,3 | 49,1 | 59,3 | 91,8 | 89,5 | 88,5 |
| Імпорт     | 0,2  | 0,1  | 0,5  | 0,2  | 0,1  | 0,7  |
| Сальдо     | 60,1 | 49,0 | 58,9 | 91,6 | 89,4 | 87,8 |

Сенегал протягом 2010-х років був одним з основних економічних партнерів України у Західній Африці.
Український експорт до Сенегалу 2020 року склав 82,53 млн доларів США, що на 30 % менше за попередній рік — 117, млн доларів США. Вивозяться: чорні метали (73,8 %), жири та олії тваринного або рослинного походження (13,7 %), мінеральні добрива (10,1 %).
Імпорт товарів з Сенегалу 2020 року склав 3,12 млн доларів США, що на 76 % більше, ніж 2019 року — 1,7 млн доларів США. Позитивне сальдо торгівлі — 79,41 млн доларів США. Завозиться: риба і ракоподібні (54.1 %), руди, шлаки і зола (26,5 %), овочі (8,0 %), пластмаси, полімерні матеріали (5,5 %), залишки і відходи харчової промисловості (4,5 %).
Інвестиційна діяльність з обох країн відсутня.

## Культурно-гуманітарні
Українсько-сенегальське співробітництво у сфері освіти знаходиться у зародковому стані, бо громадяни Сенегалу віддають перевагу французьким закладам вищої освіти. За даними Українського державного центру міжнародної освіти Міністерства освіти і науки України впродовж 2019—2020 навчального року у вищих навчальних закладах України навчалися 28 студентів з Сенегалу.
14 грудня 2017 року в Дакарі відбувся круглий стіл «Голодомор в Україні у 1932—1933: ретроспективний погляд та уроки історії», організований посольством і Дакарським регіональним філіалом паризького Центру дипломатичних та стратегічних досліджень (CEDS).

## Потенціал
Стабільне політичне середовище Сенегалу, сприятливе географічне положення (розвинуте авіаційне і морське сполучення — ворота Західної Африки), сильне та стійке економічне зростання (щорічно 6,5 % впродовж 2014—2019 років), покращення інвестиційного клімату (123 місце серед країн в рейтинзі 2019 року) та загалом відкрита економіка пропонують привабливі можливості для іноземних інвестицій. Макроекономічне середовище Сенегалу є стабільним. Регіональна валюта (франк КФА) прив'язана до курсу євро. Репатріація капіталу та доходів є відносно простою. Серед перешкод інвестори виділяють громіздку та непередбачувану податкову адміністрацію, бюрократичні перешкоди і корупцію (66 місце серед країн світу в рейтинзі 2019 року), непрозорі державні закупівлі, слабку та неефективну судову систему, недостатній доступ до фінансування та жорсткий ринок праці, високі витрати на нерухомість та енергоносії.
2012 року Сенегал розпочав програму розвитку інфраструктури до 2035 року — «План Сенегал процвітаючий» (фр. Plan Sénégal Emergent; PSE). Сенегал прагне стати регіональним центр логістики, послуг та промисловості, розвиває спеціальні економічні зони із звільненням від оподаткування інвесторів. За даними стратегічного дослідницького інституту США (англ. The Heritage Foundation), Сенегал посідає 13 місце серед 51 африканської країни та 110 місце серед 180 країн світу за індексом економічної свободи. За рейтингом Світового банку Doing Business 2020 року Сенегал посідає 123 місце серед 190 країн світу.